# The Charlatans (groupe anglais)
Pour les articles homonymes, voir The Charlatans.
The Charlatans est un groupe de rock britannique, originaire de Northwich, en Angleterre.

## Biographie

### Années 1990-2000
Nés à la fin des années 1980 à Manchester, les Charlatans, menés par le chanteur Tim Burgess, se signalent avec le single The Only One I Know en 1990. Le son n'est pas sans rappeler les plus connus Stone Roses[réf. nécessaire], alors au sommet de leur gloire. Profitant du phénomène madchester, le groupe enregistre un premier album Some Friendly, qui utilise massivement l'orgue Hammond et donne une couleur très sixties au disque. L'équilibre psyché/baggy se poursuit avec Between the 10th and the 11th (1992), moins brillant, malgré un single très appréciable, le dansant Weirdo. 
En 1993 le groupe signe son dernier album baggy, Up to Our Hips, avant d'amorcer un virage vers un son pop/rock plus classique, avec la sortie de The Charlatans (1994) et Tellin' Stories (1996), avec le simple North Country Boy. La mort du claviériste Rob Collins met fin à cette période du groupe.

### Années 2010
Le 13 août 2013, leur batteur Jon Brookes meurt d'une tumeur cérébrale, après plusieurs opérations et traitements depuis son diagnostic en 2010. Le groupe lui rend hommage avec Pete Salisbury à sa place aux côtés de groupes comme Beady Eye, The Vaccines et Manic Street Preachers.
Le 20 mars 2017, leur treizième album, Different Days, est annoncé pour le 26 mai.

## Membres
Membres actuels
- Martin Blunt (né le 11 décembre 1966) – basse (1989–actuel)
- Tim Burgess (né le 30 mai 1967) – chant, harmonica (1989–actuel)
- Mark Collins (ex-the Waltones) (né le 14 août 1965) – guitare, pedal steel guitar (1991–actuel)
- Tony Rogers (né le 19 avril 1966) – claviers, piano, orgue, orgue hammond , mellotron, chant (1997–actuel)

Anciens membres
- Jon Brookes (21 september 1968 – 13 août 2013) – batterie et percussions (1989–2013)
- Rob Collins (23 février 1963 – 22 juillet 1996) – claviers, piano, orgue, orgue hammond , mellotron, chant (1989–1996)
- Jon Day (nom civil : Jonathan Baker) (né le 17 mai 1962) – guitare (1989–1991)
- Baz Ketley (né le 31 décembre 1959) – chant, guitare (1989)

## Vidéographie
- 2002 : Just Lookin' 1990-1997 (Compilation clips + live)
- 2005 : Live at Last - Brixton Academy (Concert filmé le 16/12/2004 à Londres)
- 2006 : Forever - the Singles (Compilation clips + live)